# Lac Manouanis
Lac Manouanis är en sjö i Kanada.   Den ligger i regionen Saguenay–Lac-Saint-Jean och provinsen Québec, i den östra delen av landet, 700 km nordost om huvudstaden Ottawa. Lac Manouanis ligger 484 meter över havet. Arean är 37 kvadratkilometer. Den sträcker sig 19,4 kilometer i nord-sydlig riktning, och 9,3 kilometer i öst-västlig riktning.
Trakten runt Lac Manouanis är nära nog obefolkad, med mindre än två invånare per kvadratkilometer.